# Adactylotis contaminaria
Boarmie souillée
Espèce
Adactylotis contaminaria, la Boarmie souillée, est une espèce européenne de lépidoptères de la famille des Geometridae.

## Répartition
Ce papillon se rencontre en Belgique, en Espagne, en France, en Italie et en Suisse.[réf. nécessaire]

## Description
Son envergure va de 38 à 44 mm. Les adultes volent d'avril à mai et de septembre à octobre, deux générations par an
La chenille se nourrit de feuilles de chênes.

## Systématique
Le nom valide complet (avec auteur) de ce taxon est Adactylotis contaminaria (Hübner).
L'espèce a été initialement classée dans le genre Geometra sous le protonyme Geometra contaminaria Hübner.
Ce taxon porte en français le nom vernaculaire ou normalisé suivant : Boarmie souillée.
Adactylotis contaminaria a pour synonymes :
- Cabera contaminaria (Hübner, 1813)
- Geometra contaminaria Hübner
- Itame contaminaria (Hübner, 1813)
- Phalaena numerata Fabricius, 1798
- Thamnonoma contaminaria (Hübner, 1813)